# يوم قراقر
يوم قراقر أو يوم حمضى أحد أيام العرب والفرس ما قبل الإسلام، وقد حدثت ما بين بني تميم وملك اليمامة هوذة بن علي الحنفي من بكر بن وائل ومملكة فارس.

## الموضع
قال أبو عبيد البكري في كتابه معجم ما استعجم من أسماء البلاد والمواضع "قراقر بضم أوله وبعد الألف قاف وراء كاللتين قبلهما موضع في ديار كلب ققال زيد الخيل وأقفر منها الجو جو قراقر وبدل آراما مذانبها السفل قال خالد بن الوليد ضل ضلال رافع أنى اهتدى فوز من قراقر إلى سوى خمسا إذا ما ساره الجيش بكى وكان رافع الطائي دليله إلى دومة الجندل،
وسوى بضم أوله منون هكذا حكاه ابن دريد، يظل الإماء يبتدرن قديحها كما ابتدرت كلب مياه قراقر ويدل أن قراقر بشق الشام قول حاتم وإن بنيه قد نأونا بدارهم فحوران أدنى دارهم ففراقر لأن حوران من عمل دمشق، وحنو قراقر بالسواد مذكور في رسم ذي قار، وفي أحد هذين الموضعين أغارت بنو تميم على لطيمة باذام عامل كسرى على اليمن بعث بها إلى كسرى وكان خفيرها هوذة بن علي فهو يوم قراقر ويوم حمضى قال الفرزدق ونحن صبحنا الحي يوم قراقر خميسا كأر كان اليمامة مدسرا أبي يوم جاءت فارس بجنودها على حمضى رد الرئيس المسورا وحمضى موضع هناك، وفيهه أغاروا على اللطيمة فقتلوا خفراءها وأساور كانوا معها وأسرت بنو سعد هوذة بن علي ففي ذلك يقول شاعرهم ومنا رئيس القوم ليلة أدلجوا بهوذة مقرون اليدين إلى النحر وردنا به نخل اليمامة عانيا عليه وثاق القد والحلق السمر ففدى نفسه بثلاث مئة بعير ثم احتيل على بني تميم فمنعهم كسرى الميرة وكان عام سنة ثم بعث بميرة إلى المشقر وأعلمهم أنه بعث بها إليهم لما بلغه من جهدهم فجعلوا يدخلون رجلا رجلا ويقتلون وهم يظنون أنهم ينفذون من الباب الآخر.
وقال ياقوت الحموي إن قراقر "بالسماوة من ناحية العراق". وقال ياقوت "حَمَضَى: بثلاث فتحات، مقصور، بوزن جمزى، يوم حمضى: من أيام العرب، وهو يوم قراقر.".
وقال جواد علي في كتابه المفصل في تاريخ العرب قبل الإسلام "وذو قار ماء لبكر بن وائل قريب من الكوفة بينها وبين واسط، وبالقرب منه مواضع منها حنو ذي قار وقراقر وجبابات ذي العجرم وجذوان وبطحاء ذي قار. ويقع حنو ذي قار على ليلة من ذي قار"، وقال "ويوم ذي قار لم يكن إذن يومًا واحدًا، أي معركة واحدة وقعت في ذي قار وانتهى أمرها بانتصار العرب على الفرس، بل هو جملة معارك وقعت قبلها ثم ختمت بـ "ذي قار"، حيث كانت المعركة الفاصلة فنسبت المعارك من ثم إلى هذا المكان. ومن هذه الأيام: يوم قراقر، ويوم الحنو. حنو ذي قار، ويوم حنو قراقر، ويوم الجبابات، ويوم ذي العجرم، ويوم الغذوان، ويوم البطحاء: بطحاء ذي قار، وكلهن حول ذي قار. أما متى وقع يوم ذي قار، فالمؤرخون مختلفون في ذلك، منهم من جعله في يوم ولادة الرسول، ومنهم من جعله عند منصرف الرسول من وقعة بدر الكبرى، ومنهم من جعله قبل الهجرة. وقد ذهب "روتشتاين" إلى أنه كان حوالي سنة "604م"، وذهب نولدكه إلى أنه بين "604" و"610 م". وأكثر أهل الأخبار أنه وقع بعد المبعث ورووا في ذلك حديثًا قالوا إن الرسول لما بلغه من هزيمة ربيعة جيش كسرى، قال: "هذا أول يوم انتصف العرب من العجم، وبي نصروا".
ذكر موضع المعركة الشاعر همام بن غالب التميمي بقوله:
.

## المعركة
أرسل باذام عامل كسرى على اليمن لطيمة "قافلة" إلى كسرى تحت حراسة هوذة بن علي الحنفي. وعند وصول القافلة إلى موضع يدعى حمضى في اليمامة أغارت تميم عليها فقتلوا حراسها وأسرت بنو سعد هوذة بن علي وغنموا القافلة المرسلة إلى كسرى. افتدى هوذة نفسه لاحقًا بثلاث مائة بعير.

## في الشعر
وفي يوم قراقر يقول أحد الشعراء من بنو تميم:
كما ذكرها جرير بن عطية الكلبي التميمي قائلًا:

## التشابه
يذكر الميداني يوم قُرَاقِر آخر كان لمجاشع بن دارم من تميم على على بكر بن وائل.